# Gertrude Bell
Gertrude Margaret Lowthian Bell (Washington, Engeland (County Durham), 14 juli 1868 - Bagdad, 12 juli 1926) was een Brits ontdekkingsreizigster en archeologe. Ze bereisde grote delen van de Arabische wereld. In 1932 werd ter ere van Gertrude Bell de British School of Archaeology in Iraq opgericht. Ze studeerde geschiedenis aan de Universiteit van Oxford.

## Privéleven en levensloop
Gertrude Bell werd op 14 juli 1868 geboren in een welgesteld, maar progressief gezin in Noordoost-Engeland. Ze was het eerste kind van Sir (Thomas) Hugh Bell en Mary Shield, met wie hij een jaar eerder was getrouwd. Gertrude kwam ter wereld in het huis "Washington New Hall", in het Engelse County Durham, waarvan vroeger ook Washington deel uitmaakte. In 1868 gaf Gertrudes vader opdracht voor de bouw van een nieuwe woning in Redcar, North Yorkshire. Het nieuwe familiehuis, "Red Barns" genaamd, kwam gereed in 1870. Hier bracht Gertrude haar verdere jeugd door.
Bells moeder stierf in 1871 tijdens de bevalling van haar zoon Maurice, toen Gertrude dus 3 jaar oud was. In 1874 maakte Hugh kennis met Florence Eveleen Eleanore Olliffe, met wie hij in augustus 1876 trouwde. Gertrude had een warme band met haar familie, speciaal met haar vader en haar stiefmoeder. Gertrude zou haar leven lang een omvangrijke briefwisseling met familie en bekenden onderhouden.
Bell leefde in het aristocratische 19de-eeuwse Engeland, dat door mannen werd gedomineerd en waarin vrouwen een ondergeschikte rol speelden. Gertrude ging studeren op Oxford, wat in die tijd voor vrouwen ongebruikelijk was. Ze voltooide de studie met glans. Vanaf 1888 maakte Bell haar eerste reizen.
In 1892 verloofde ze zich met de Britse beambte Henry Cadogan, die stamde uit een berooide adellijke familie. Afgewezen door haar vader, omdat Cadogan niet genoeg verdiende en een gokker zou zijn met hoge schulden, kwam het niet tot een huwelijk. Hoewel Gertrude in haar persoonlijke leven voornamelijk leefde in een mannenwereld en nog verschillende liefdesaffaires had, bleef zij voor de rest van haar leven ongehuwd en zonder kinderen. Een tragisch lot, waar zij erg onder leed.
Vanaf 1905 doorkruiste Gertrude Bell het Midden-Oosten en bestudeerde daar de vele stammen, die het Arabisch Schiereiland beheersten en waar eveneens de mannen de dienst uitmaakten. Hier ontwikkelde zich haar belangstelling voor de archeologie. Tijdens de Eerste Wereldoorlog was haar kennis van de machtsverhoudingen tussen de stammen onderling voor de Britten van onschatbare waarde. Ze trad in dienst bij de Britse inlichtingendienst en speelde na de oorlog een belangrijke rol bij de herverdeling van het Midden-Oosten en later bij het bestuur van de nieuw gevormde staat Irak. Ze was in 1923 betrokken bij de oprichting van het Archeologisch Museum van Irak en het verder uitbouwen ervan.
In december 1925 werd bij Bell pleuritis vastgesteld, waarvan zij weer herstelde. Op 12 juli 1926 stierf zij echter onverwacht, waarschijnlijk voornamelijk als gevolg van ziekte en uitputting, vijf dagen nadat zij haar laatste brieven naar huis had geschreven. Bij haar verblijf in het rauwe hete klimaat had zij in de loop der jaren diverse ziekten opgelopen. Hoewel zij zich nog altijd volledig inzette voor haar Archeologisch Museum in Bagdad, was tegen het eind van haar leven haar rol in het Britse bestuur uitgespeeld. Haar familie had haar fortuin verloren. Bell rouwde om het verlies van haar halfbroer Hugh een half jaar eerder en leed aan depressies. Naar verluidt overleed zij aan een overdosis slaapmiddelen, hoewel niet kon worden vastgesteld of dit met opzet was. In 2015 verscheen de speelfilm Queen of the Desert van Werner Herzog, met Nicole Kidman als Gertrude Bell.

## Werk voor het Britse Rijk
In mei 1911 ontmoette Bell tijdens een reis voor het eerst T. E. Lawrence (Lawrence van Arabië). In mei 1914 ging zij werken voor het Rode Kruis in Boulogne. In november 1915 kreeg zij een baan aangeboden als medewerker van de Cairo-afdeling van de Intelligence-dienst van het Britse Rijk, waar zij soortgelijk werk ging verrichten als T. E. Lawrence, die actief deelnam aan de organisatie van de Arabische opstand tegen het Ottomaanse Rijk. In januari werd ze aangesteld als stafofficier van het nieuw opgerichte "Arab Buro".
Reeds in februari 1916 werd Bell overgeplaatst naar het kantoor in Basra. Daar was ze onder andere verbindingsofficier tussen Egypte en India. Het Midden-Oosten viel formeel onder de verantwoordelijkheid van het "India Office", terwijl Cairo onder een concurrerend departement viel, met vaak andere visies. Pas vanaf juli 1916 werd ze door het leger voor haar werk betaald. In maart 1917 werd zij ten slotte overgeplaatst naar Bagdad.
In december 1920 publiceerde het India Office een rapport van 149 pagina's, geschreven door Gertrude Bell, onder de titel "Review of the civil administration of Mesopotamia". Het rapport geeft een uitvoerige beschrijving van de Britse Midden-Oosten politiek tijdens de Eerste Wereldoorlog en de 2 jaren erna. Het beschrijft de opzet van de Civiele Administratie (dat wil zeggen een bestuur van de Britse bezettingsmacht) in het bezette Irak, toen nog Mesopotamië geheten. Ook beschrijft het de omgang met de lokale stammen, de kwestie van Koerdistan en het Ottomaanse rechtssysteem. Op pagina 107 houdt Bell een pleidooi voor het opzetten van een archeologisch museum in Bagdad.
Bell speelde een belangrijke rol bij de herverdeling van het Midden-Oosten na de Eerste Wereldoorlog. Ze was persoonlijk betrokken bij aanstelling en begeleiding van Koning Faisal van Irak in 1921 en de jaren erna. Dat vergde zoveel van haar, dat zij in juli (anderhalve maand voor de kroning) aan haar vader schreef: "But you may rely upon one thing — I'll never engage in creating kings again; its too great a strain ... (Maar u kunt van een ding zeker zijn — ik zal mij nooit meer inlaten met het creëren van koningen; veel te zwaar belastend).
Mogelijk onder invloed van haar persoonlijke relatie met Faisal, was zij er van overtuigd, dat de soennitische emir de juiste persoon was om alle Arabieren te verenigen in een Arabische staat. Daarbij had zij vreemd genoeg weinig oog voor de religieuze tegenstellingen tussen Koerden, sjiieten en soennieten, hoewel zij direct getuige was van de vijandigheden tussen deze groeperingen.
Onder de Koning werkte Bell voor het Britse bestuur van Irak, dat een quasi-zelfstandige status had onder het Brits Mandaat Mesopotamië. Tot aan haar dood was ze werkzaam bij het Iraakse Ministerie van Oudheden, voor het Archeologisch Museum.